# 突袭南海
突袭南海（英語：South China Sea raid）代号“感恩行动”（Operation Gratitude），是第二次世界大战太平洋战争期间美国第三舰队1945年1月10至20日的军事行动。突袭目的是支持菲律宾呂宋解放，打击目标包括南海地区的日本军舰，补给護航船队和飞机。
第三舰队攻击台灣与吕宋的机场和船只，后在1月9日深夜至10日凌晨进入南海。1月12日，飞机从航空母舰起飞打击法屬印度支那近海的日本航运，击沉44艘船只。接下来舰队北上，1月15日再度攻击台灣，次日攻击目标包括香港、广州和海南岛。1月20日离开南海后，第三舰队再次攻击台灣和琉球群岛，最后在1月25日返回基地。
第三舰队在南海的行动非常成功，摧毁大量日本船只和飞机，自身损失远不及对手。历史学家认为行动的最大收获是摧毁日方货物和油轮，导致对日本军需至关重要的补给线关闭。盟军飞机和军舰此后继续攻击，迫使日本1945年3月过后不再派船进入南海。

## 背景

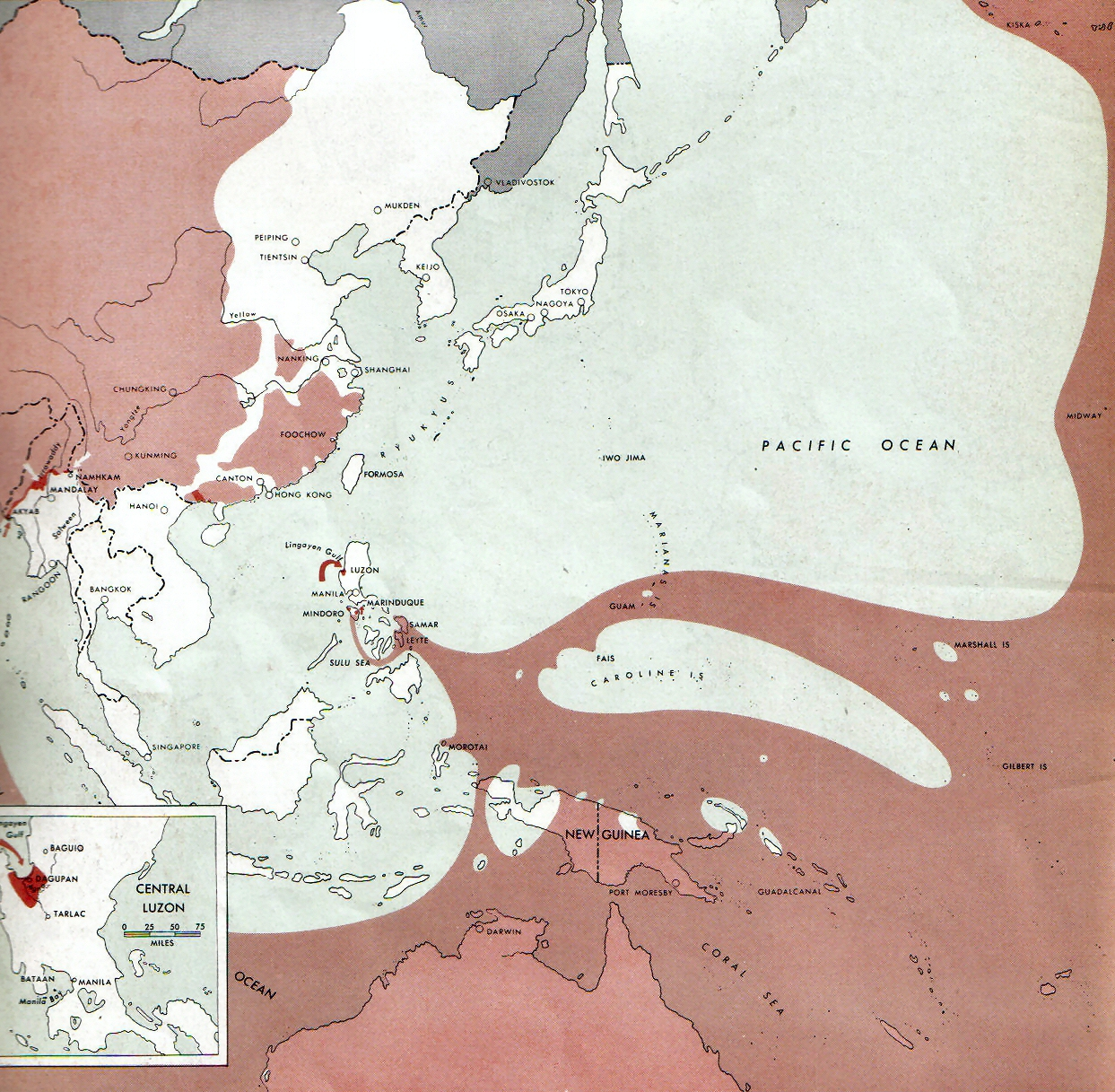
1945年1月太平洋战略局势，红色阴影是盟军控制区，其余是日军控制

1941年至1942年初，日本征服或事实上统治几乎全部南海地区。制海权对日本经济和军需至关重要，因为海运是日本从马来亚、婆罗洲和荷屬東印度占领区将石油及其他自然资源运回国不可或缺的供应渠道。法屬印度支那的局势特别复杂。经过1940年9月短暂的军事冲突，忠于维希法国傀儡政权的殖民地政府同意日方使用印度支那北部港口和机场。1941年7月，日本占领印度支那南部，除建设机场外还在金兰湾建立重要的海军基地。法国当局虽然还在，但只是傀儡政府。1944年法国解放后，殖民地政府打算与巴黎的新自由法國政府取得联系，还开始准备起义对抗日本人。日本也在1944年制订计划强制解除法军武装并正式接管印度支那，日本情报部门迅速得知法国当局意向。
战争局势逐渐变得对日本不利，盟军潜艇经常攻击南海日本船队，1944年下半年还有飞机加入打击行列。这些袭击是由信号情报和远程空中巡逻指引，还有中国沿海及亚洲其他港口观察报告补充。常驻中国的美國陸軍航空軍第十四航空队反复打击南海地区日本航运，还定期攻击日本占领的中国南部港口和印度支那军事设施。1945年第二个季度前，盟军很少在印度支那秘密活动。
虽然损失的油輪和貨船越来越多，但日本政府还是继续派船经过南海。为减少损失，船队或单独的船只远离既定航线，或尽量靠近海岸，只在夜间航行等。
1944年10月25日，美军登陆菲律宾中部的雷伊泰岛，开始解放菲律宾。在雷伊泰岛建立基地后，美军又于12月13日登陆民都洛岛。此次行动旨在确保可用来攻击南海日本航运的机场安全，並支援解放菲律宾的最大规模战斗：美军计划1945年1月9日从吕宋西北部的仁牙因湾登陆。大日本帝國海軍在1944年10月的雷伊泰灣海戰期间企图袭击盟军舰队，但损失惨重，再加上同年六月菲律賓海海戰的损失，日军已经无力发动大规模战斗，但还能袭击盟军阵地。
1944年下半年，美国第三舰队司令小威廉·海爾賽海军上将打算袭击南海并带头制订作战计划。11月21日，他向美國太平洋艦隊司令切斯特·威廉·尼米兹申请作战许可，但尼米兹没有同意。

## 准备

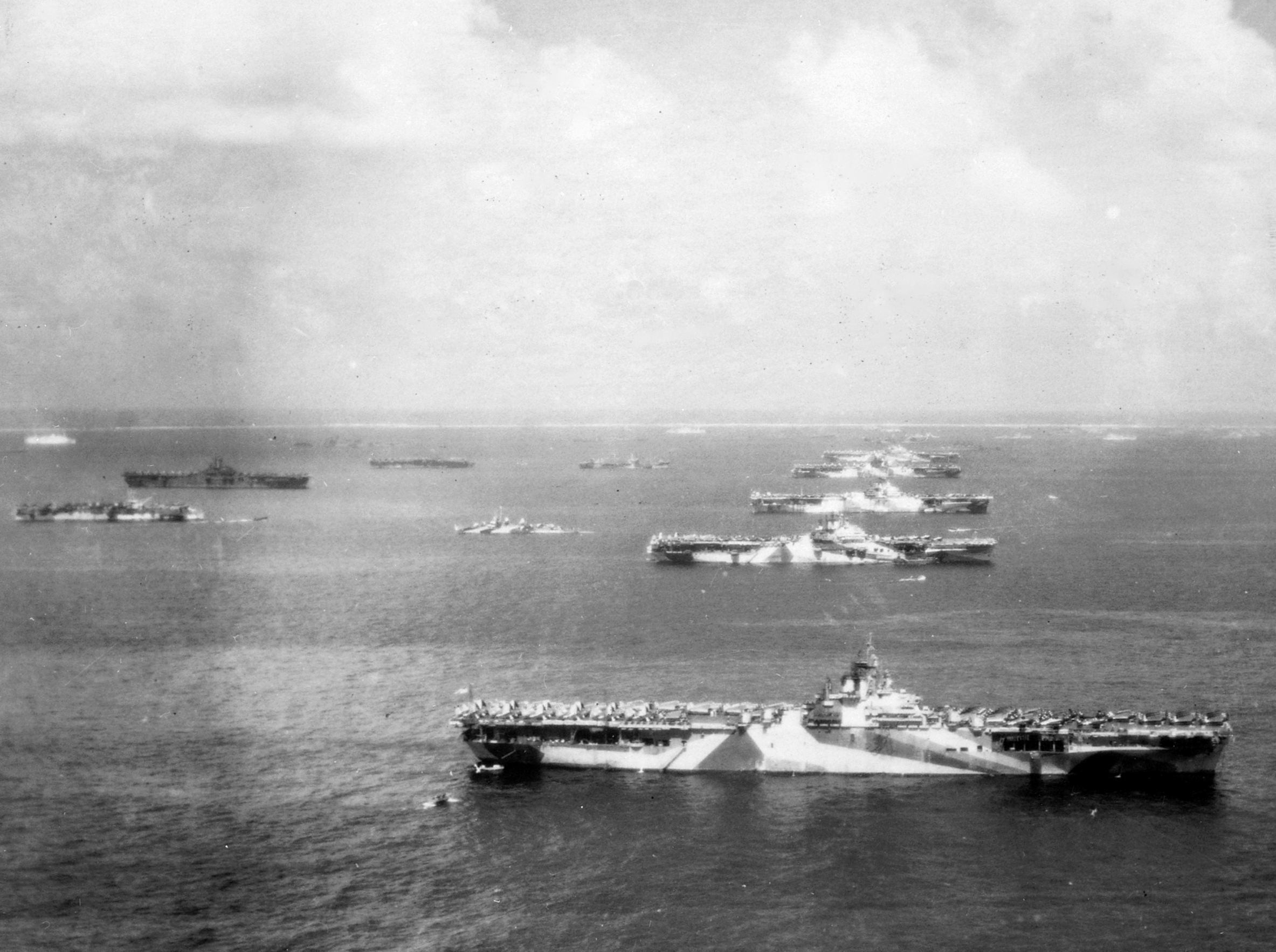
1944年12月上旬位于烏利西環礁的第三舰队航母和其他舰艇

1944年12月，美国海军高级将领担心大日本帝国海军会企图切断仁牙因湾登陆的盟军补给线。12月26日，日本海军从金兰湾炮击民都洛岛的盟军滩头，但没有造成损失。盟军海空火力击沉参与行动的一艘日军驱逐舰，余下舰艇返回金兰湾前全部受损。
美国海军高级将领认为日本肯定会再度来袭，有必要摧毁帝国海军残余机动部队，估计这些舰艇分散在金兰湾和日本内海。日本内海此时还超出美国陆军航空军重型轰炸机打击范围，所以南海成为打击日本海军的仅有目标。美国海军情报机构认为，金兰湾的日军基地是围绕两艘“伊势级”戰艦建造。1944年圣诞节前后，哈尔西与尼米兹在加罗林群岛烏利西環礁设立的美国海军锚地会晤，探讨空袭南海的作战计划。12月28日，尼米兹授权哈尔西在第三舰队无需直接支援仁牙因湾登陆后出击，随时攻击南海的“日本主力舰队”。哈尔西当天向下属发布预先准备的作战计划，目标是攻击日本舰队和航运。此外，美方认为在南海维持强大海军力量能迫使大日本帝国海军有多远躲多远。第十四航空队受命攻击香港周边的日本航运和机场支援进军吕宋，但他们不知道第三舰队准备进入南海。第十四航空队也不知道舰队突袭南海的作战计划，行动期间两支部队间没有协同行动。
空袭计划明确规定第三舰队从吕宋海峡进入南海，再朝西南进发。舰队航母攻击台灣的日军阵地，并在1月9日支援仁牙因湾登陆。美国第七舰队三艘潜艇前往南海，以便美国军机在海上迫降或弃机逃生时前往营救人员。如此计划需要第三舰队在靠近许多日本机场的海域行动，日军可能从这些机场攻击美军舰艇。盟军情报估计约有300架日本飞机常驻台灣，500架在中国南部和印度支那北部，还有170架在印度支那南部、缅甸和泰国，280架在荷属东印度。这些飞机大部分是大日本帝国陆军飞行战队飞机，对军舰的威胁不及大日本帝国海军飞机，但敌方有可能采用神风特攻队战术。此外，每年一月南海常有颱風，对海军的威胁不容小觑。

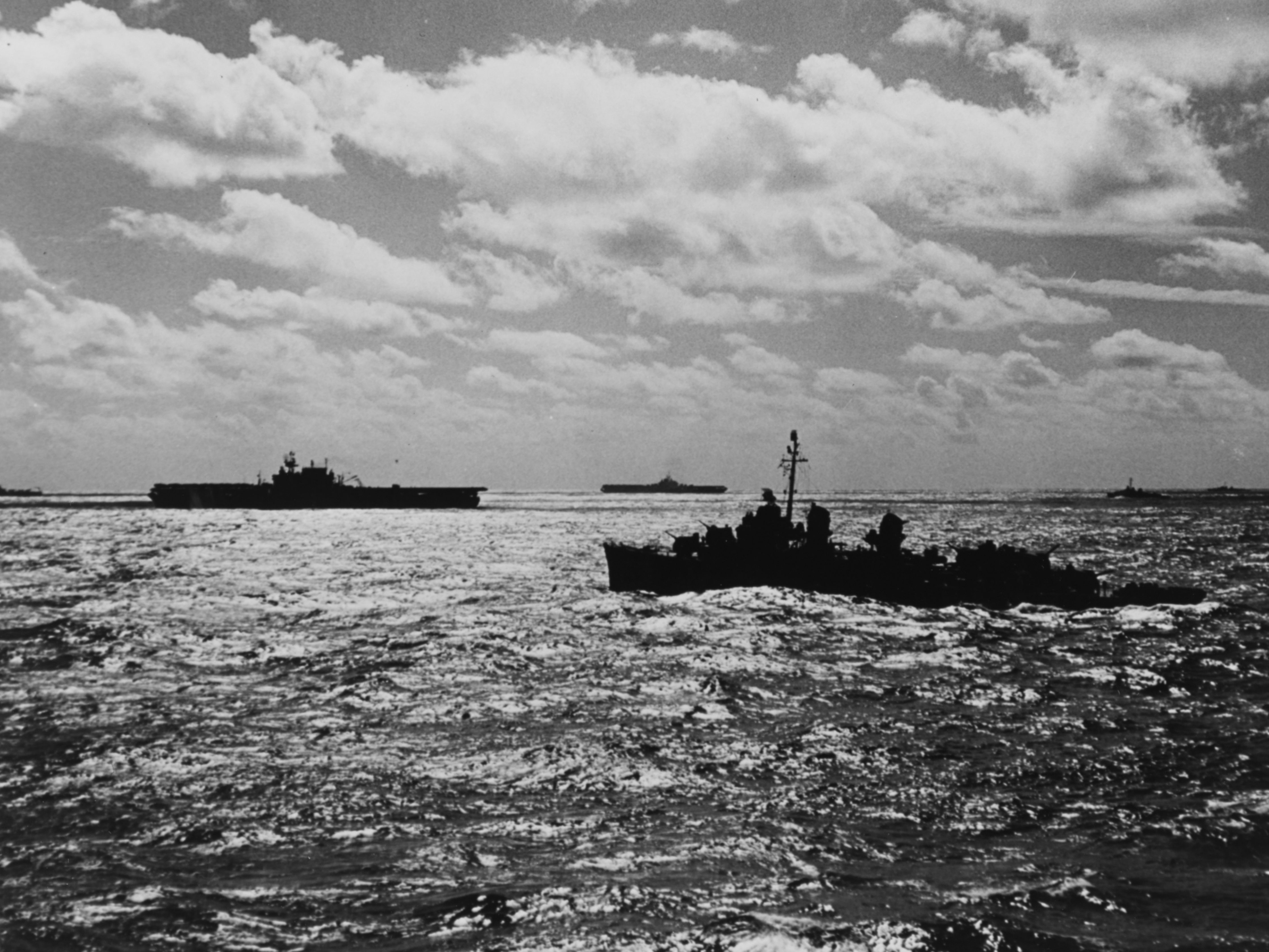
1945年1月，第三舰队赶赴菲律宾

截至1945年1月，第三舰队都是围绕快速航母特遣舰队构建。快速航母特遣舰队是美国海军在太平洋的主要作战力量，舰队领导权在第三和第五舰队（第五舰队司令是雷蒙德·斯普魯恩斯海军上将）之间轮换，其中第三舰队领导时称“第38特遣舰队”（Task Force 38），第五舰队领导时称“第58特遣舰队”（Task Force 58）。第38特遣舰队由老约翰·麦凯恩（John S. McCain Sr.）海军中将统领，1945年1月时组织成四个分队。其中第一分队（Task Group 38.1，快速航母分队）拥有四艘航空母舰，两艘战列舰，六艘巡洋舰和25艘驱逐舰；第二分队（Task Group 38.2，快速航母分队）拥有四艘航空母舰，三艘战列舰，五艘巡洋舰和24艘驱逐舰；第三分队（Task Group 38.3，快速航母分队）拥有四艘航空母舰，三艘战列舰，五艘巡洋舰和17艘驱逐舰。第五分队（Task Group 38.5，夜间航母分队）拥有两艘航空母舰和六艘驱逐舰，日间与第二分队一起行动。所有舰队一共拥有约900架飞机。特遣舰队还包含负责后勤的第八分队（Task Group 30.8），由不同数量的油轮、弹药船，多艘负责为舰队运送替换飞机的护航航空母舰及众多护航驱逐舰组成。此外，特遣舰队另有负责反潜的第七分队（Task Group 30.7），拥有一艘护航航空母舰和三艘护航驱逐舰，通常与第八分队协作。
事实证明，大日本帝国海军无意攻打盟军补给线，金兰湾也不是日本大型舰队基地。截至1945年元旦，日本两艘“伊势级”战列舰和少量其他舰艇都在新加坡及附近，金兰湾只有护航船队。1945年1月，南海周边日占领土虽有大量飞机，但训练有素的飞行员很少。此时大日本帝国大本营的确在考虑猛烈攻击仁牙因湾补给线，但却在1月20日决定集中力量布防本土周边，其他地区只采用拖延战术。所以，盟军突袭南海地区时，当地日军主要目标是抵抗将来的盟军攻势。日方认为，美军可能在解放菲律宾后登陆印度支那，而且此地还面临英国主导的東南亞司令部威胁。1945年1月，为协调东南亚日军部署，所有大日本帝國陸軍和海军部队都由南方军指挥，元帅陆军大将寺内寿一在位于新加坡的总部发号施令。
日军资源和准备有限，根本无法反击针对南海航运的强大进攻。海军护航部队虽在1944年扩张，但仍然不足以应对。海防舰是最常见的护卫舰，但速度缓慢、防空武器薄弱，极易遭受空袭。大日本帝国海军派少量战斗机保护南海船队，但軍種對立严重影响日本战争实力，就在第三舰队袭击法属印度支那前不久，大日本帝国海军拒绝陆军派战斗机协助保护南海船队的建议。

## 袭击

### 进入南海

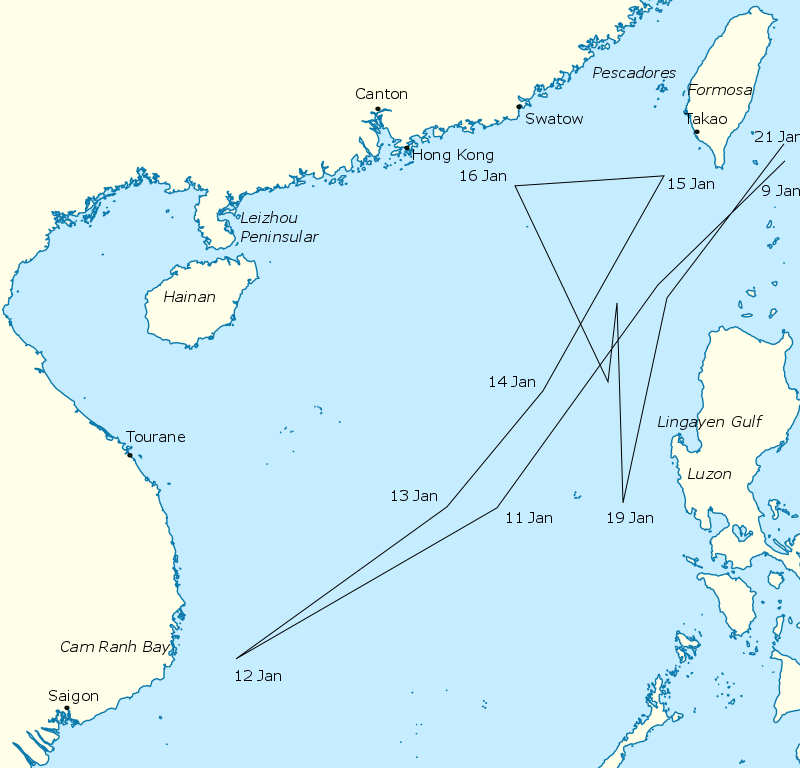
1945年1月9至21日第三舰队的大致行动路线

1944年12月30日，第三舰队从乌利西环礁出发。1945年1月3至4日，美军航母攻击日本位于台灣、沖繩縣及附近岛屿的机场，以防日军利用这些机场攻击仁牙因湾的盟军。美军战机还攻击台灣航运，至少击沉三艘商船，击伤四艘巡防艦。应西南太平洋战区司令道格拉斯·麦克阿瑟五星上将要求，舰队于1月6至7日打击吕宋机场。在此期间负责仁牙因湾登陆的第七舰队司令托马斯·金凯德海军中将要求哈尔西在入侵行动早期从吕宋西侧提供空中掩护。哈尔西觉得第三舰队不该在行动中如此被动，下令舰队继续袭击日本在台灣南部控制的机场，这些机场对金凯德的部队威胁最大，第三舰队在1月9日行动。当天早上，尼米兹授权第三舰队停止直接掩护仁牙因湾并进入南海。当天下午所有战机降落后，哈尔西下令按计划攻击南海目标。1月3至9日，第三舰队摧毁的日本飞机超过150架，但自身损失也有86架，其中46架是事故导致。
1月9日晚至10日凌晨，第三舰队包括第七分队在内的主力经过吕宋海峡北部巴士海峽。第八分队缩减至六艘快速油轮、两艘护航航母及其他护航舰艇，经吕宋北岸的巴林塘海峡进入南海。日军没有发现两边动静，“独立号”轻型航空母舰出动夜間戰鬥機击落吕宋飞往台灣的三架运输机。舰队收到情报，约100艘舰船组成的大型船队1月9日晚至10日凌晨正沿中国南部海岸开往台灣，但哈尔西决定暂不攻击，以免大日本帝国海军得知第三舰队就在南海后撤回这里的舰艇。
舰队原计划在1月10日为驱逐舰加油，但因恶劣天气改在11日，舰队继续向西南移动。驱逐舰加油后，第三舰队重整战斗队形，第一分队的两艘重巡洋舰和五艘驱逐舰加入第二分队。杰拉尔德·博根（Gerald F. Bogan）海军少将率领第二分队准备1月12日早上从三艘大型艦隊航空母艦和一艘轻型航母空袭金兰湾；两艘战列舰、驱逐舰和巡洋舰接下来轰炸金兰湾并击沉空袭中受损的日军船只。印度支那的两组间谍网将目标情报送到盟军情报部门，再转达第三舰队。1月10至11日，日军仍未发现第三舰队。

### 袭击印度支那南部

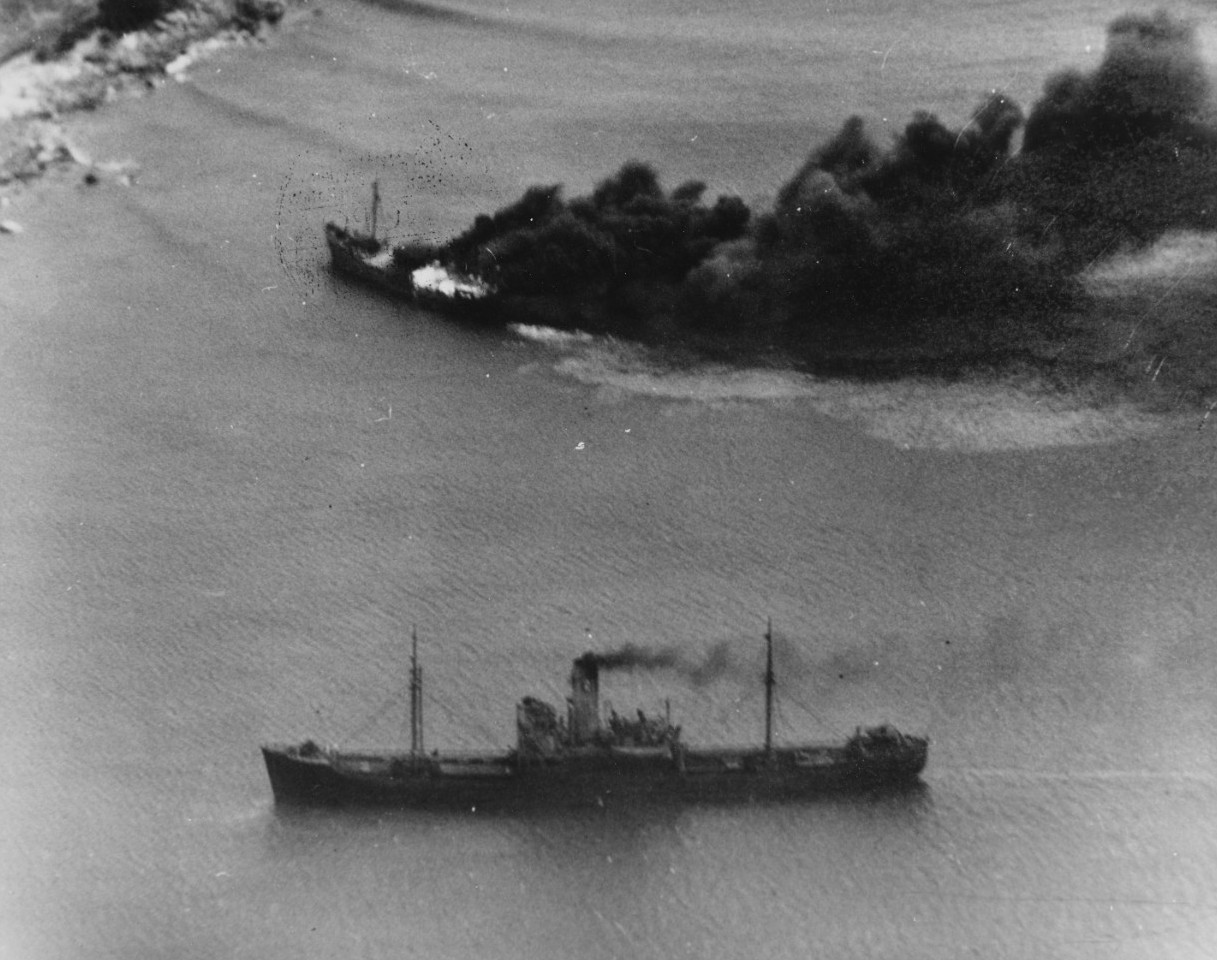
1月12日，印度支那近海两艘船只遇袭，大日本帝国海军“绫雪丸”油轮起火沉没

1月11日下午两点，第二分队开始逼近金兰湾，其后是第一和第三分队出动战斗机在舰队上空巡逻，第八分队留在南海中部。1月12日天亮前，第五分队已出动飞机搜寻金兰湾的日本舰船，机组人员用无线电回报日本船只位置，同时密切搜索两艘“伊势级”战列舰及其他主力艦。飞机找不到这些舰艇，但舰队以为它们是靠伪装手段隐藏起来，美国海军几个月后才知道这些舰艇根本不在金兰湾。1月12日早上六点，第二分队距金兰湾已不足80公里。早上7点31分，三个分队发动首轮空袭，此时距日出还有半小时。日军仍未发现第三舰队靠近，对袭击措手不及。
打击日本舰船的美军战机战果辉煌。第三分队出动两波战机攻击印度支那中部歸仁市附近船队，其他目标包括第101战队（第百一戦隊）七艘军舰保护的十艘船只，击沉四艘满载油轮、三艘货轮、“香椎号”輕巡洋艦和三艘小型护卫舰。印度支那南部帕达兰角（Cape Padaran）附近也有船队遇袭，损失一艘油轮，两艘护卫驱逐舰和一艘巡邏艇；印度支那南部圣雅克角附近七艘船只组成的船队遇袭，两艘货轮、三艘油轮、三艘护卫驱逐舰和一艘登陸艇沉没或被迫搁浅。
美军战机袭击西贡地区的日本航运。西贡两艘货轮和一艘油轮沉没，另一艘油轮在海上被毁。美军在西贡误把挂着法国旗帜且已解除武装的法国“拉莫特-皮凯号”（Lamotte-Picquet）轻巡洋舰击沉。西贡地区另有许多船只受损，包括五艘货轮、两艘油轮、三艘登陆艇、两到四艘护卫驱逐舰、一艘掃雷艦和一艘巡逻艇，这些船又有相当一部分搁浅后毁于一月下旬的风暴。第三舰队其他飞机负责在印度支那中部土倫港到西贡之间战斗空中巡逻，并袭击机场、码头和储油设施。芽莊市的火车站、西贡至边和市铁路线上的桥梁受损。6点40分从第二分队分离的水面突击编队包含两艘战列舰、两艘重巡洋舰、三艘轻巡洋舰和12艘驱逐舰，但他们没有找到任何日本船只。
1月12日的空袭非常成功，共击沉46艘日本船只，其中33艘商船总吨位14万2285吨。这些商船又包括12艘油轮。击沉的13艘军舰包括香椎号轻巡洋舰，两艘驱逐舰，七艘海防舰（“第17号”（CD-17）、“第19号”（CD-19）、“第23号”（CD-23）、“第35号”（CD-35）、“第43号”（CD-43）、“第51号”（CD-51）和“千振号”（Chiburi））、一艘巡逻艇（“第103号”）、一艘布雷艇（“音羽丸”（Otowa Maru）），还有一艘军用运输船（“第140号”（T.140））。日军可以使用的飞机不多，美方飞机员在金兰湾打下15架飞机并摧毁20架水上飞机，还在其他机场击毁77架飞机。第三舰队共损失23架飞机。法国殖民地政府拒绝把弃机后生还的美国飞机员交给日军，把他们送到中国边境。平民也出手营救美国人并帮他们逃跑。印度支那上空击落的美国飞机几乎所有飞行员最后都经中国回到美国。

### 继续袭击台灣

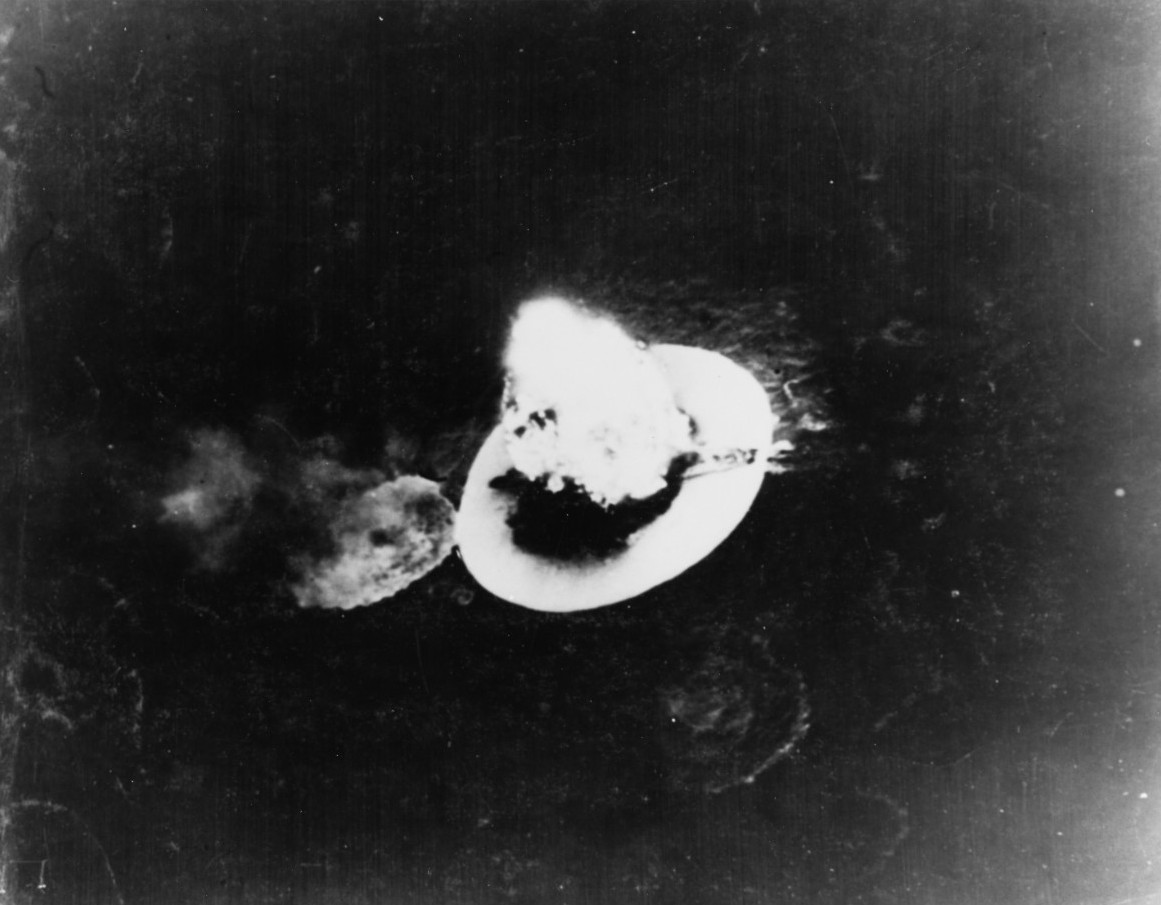
1月15日，日本“第14号”运输舰在高雄市遇袭后爆炸

1月12日晚7点31分，第三舰队回转东北与第八分队会合，此后几天保持航向避开台风和日本飞机搜索。恶劣海况导致加油困难，但所有驱逐舰还是在1月13日完成加油。海军作战部长恩斯特·金恩海军五星上将指示第三舰队“保持战略位置拦截从北方或南面逼近仁牙因湾的敌人”。尼米兹将命令转告哈尔西并授权他在没有更具价值的目标时袭击香港地区。
1月14日，美国舰艇顶着恶劣天气继续加油。所有大型军舰至少加到六成油量，第八分队的储油基本耗尽，此后与舰队分离，与民都洛岛附近的救援油轮会合。第三舰队加油后北上袭击台灣。天气依旧恶劣，1月15日凌晨三点麦凯恩向哈尔西建议舰队取消袭击南下，但哈尔西决定继续北上空袭，还命令1月15日飞机前去厦门市、海南岛、香港、澎湖廳和汕头市搜寻“伊势级”战列舰。凌晨四点，搜索飞机从新加入的“企业号”夜间航母起飞。
1月15日早上七点半，第三舰队在香港东南偏东约410公里、台灣西南约270公里开始从航母发动空袭。十架扫荡战斗机派往台灣，另外六架前往中国大陆机场。此外，舰队还向台灣高雄州和左營區区域航运发动八轮空袭。美军找到大量目标船只，但因天气恶劣、防空火力强大成效不彰。美军在高雄市击沉“旗风号”（Hatakaze）驱逐舰和“第1号型”运输舰“第14号”（T.14），另有一艘油轮受损后被迫搁浅。部分突袭转至天气更好的馬公市，击沉“栂号”（Tsuga）驱逐舰。“企业号”出动的飞机还袭击東沙群島气象站和无线电设施，美军飞行员声称当天击落16架日本飞机，击毁停在地面的18架；美方共因战斗和意外损失12架海军飞机。下午4点44分，舰队航母改变航向，准备次日袭击香港和中国南部其他地点。

### 袭击香港与中国南部

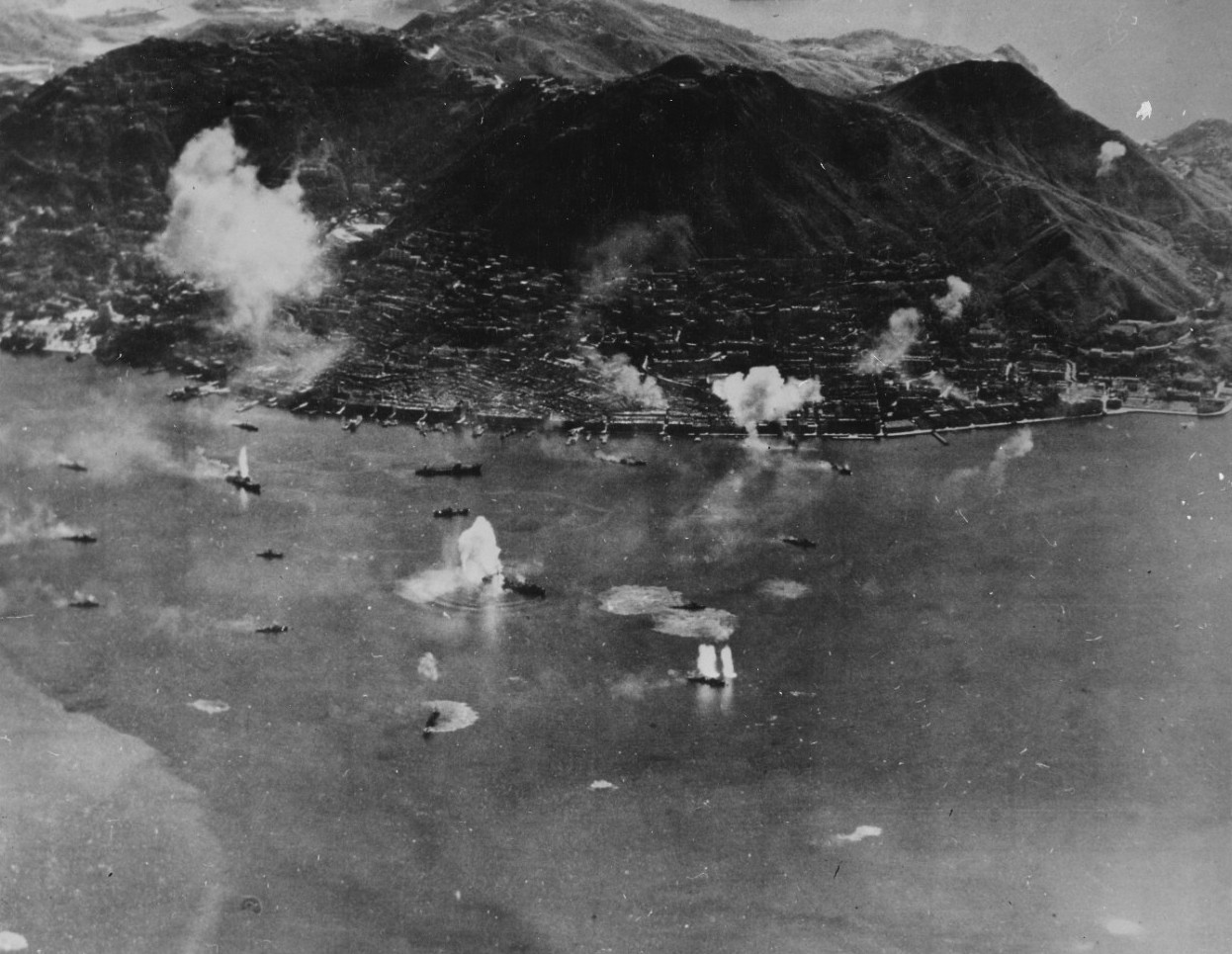
1月16日，香港的日本航运遇袭

香港是英国殖民地，但已在1941年12月落入日军之手，是日本重要的海军和后勤基地。1942年10月，美国陆军航空军开始从中国基地空襲香港，大部分袭击只出动少量飞机，目标通常是中国游击队报告的日本货船。1945年1月，美国陆军航空军已开始频繁袭击香港。
1月16日早上7点32分，第三舰队发动首轮空袭。这天的主要攻击目标是香港，上午出动138架战机，下午158架。美军击沉五艘大型油轮和一艘大日本帝国海军油轮，还击伤其他许多船只。击沉的油轮有些是为避开第三舰队改道来此。啟德機場破坏严重，空袭时机场停留的飞机无一幸免；九龙和太古船塢遭遇大面积破坏。部分飞行员获授权打击机会目标后袭击香港仔的船坞和九廣鐵路沿线火车等次要目标。九龙船坞附近的紅磡遭受猛烈轰炸，数以百计的平民伤亡。炸弹击中赤柱拘留營，导致囚禁的14名盟国平民死亡。第十四航空队第118战术侦察中队（118th Tactical Reconnaissance Squadron）也在1月16日袭击香港船运，但没有和美国海军协同行动。二战期间香港遭受的空袭以1945年1月16日规模最大。
香港的日本驻军极力反抗，使用的防空战术特别有效，美国人前所未见。美国海军报告声称飞机面临的炮火“密集到令人难以置信”。TBF复仇者式鱼雷轰炸机必须低飞投弹，容易受高射炮打击，损失特别惨重，空袭成效不彰。
葡萄牙殖民地澳門同样遇袭。葡萄牙二战期间保持中立，但殖民地政府从1943年就开始被迫接受日本“顾问”干涉，并用武器与日本人换取食品。美军主要目标是澳门海军航空中心的航空燃料储备，盟军此前通过当地间谍获知这些物资已经卖给日本人。“馬交石炮台”（位于22°12′11″N 113°33′18″E / 22.203°N 113.555°E）遇袭，估计是为摧毁内部或附近的无线电台。澳门港口及平民区也受到一定程度破坏，两名军人和多个平民丧生。澳门驻军缺少有效防空武器，没向美军飞机开火。历史学家杰弗里·冈恩（Geoffrey C. Gunn）指出，美国政府二战时的政策是尊重葡萄牙中立，摧毁的燃料库存与可能引发外交反弹相比实在不值，所以尚不确定为什么澳门遇袭，他推测海军情报机构当时不知道美国政府对澳门的政策。
1月16日，中国南部除廣州市遇袭外，海南岛也遇到两次空袭和两轮战斗机扫荡。美军战斗机袭击雷州半岛以东、汕头以西的沿海机场，但很少遇到日本飞机。
1月16日，美军共22架飞机作战时被击落，27架毁于事故。日军声称单香港上空就击落十架美国飞机。美国海军飞行员汇报摧毁13架日本飞机。至少四名美国飞行员在香港附近坠机后沦为战俘，还有七人逃脱追捕最后抵达中国的盟军控制区。至少一名美军战俘后来在日本大船收容所死于注射处决。

### 离开南海
1月16日的袭击收尾后，第三舰队南下加油。17日天气特别恶劣，加油没有完成，18日天气差到根本没法加油。日本政治宣传广播这段时间声称美军舰队“已经被困”，将在企图逃离南海途中全军覆没。气象学家预测19日天气仍然不会好转，哈尔西决定不再北上绕过吕宋，改从菲律宾中部的苏里高海峡离开南海。尼米兹得知后要求第三舰队走吕宋海峡，但哈尔西有权审时度势最终拍板。尼米兹此举主要是担心第三舰队经过菲律宾中部会被沿线岛屿的日军发现，可能导致大日本帝国海军袭击盟军补给线。此外，北上有助于第三舰队执行下一项任务，其中包括再度袭击台灣、侦查琉球群岛。
哈尔西决定遵照尼米兹的建议。第三舰队1月19日完成加油后北上前往巴林塘海峡，但第八分队与主力分开，后来经过苏里高海峡。1月20日，第三舰队向东经过巴林塘海峡，航母分队前方是一个中队的驱逐舰巡逻开道。在此期间美军雷达发现许多日本飞机，击落其中15架从吕宋转移大日本帝国陆军飞行战队人员的飞机。日军没有攻击美军，第三舰队于当晚十点离开巴林塘海峡。

## 影响

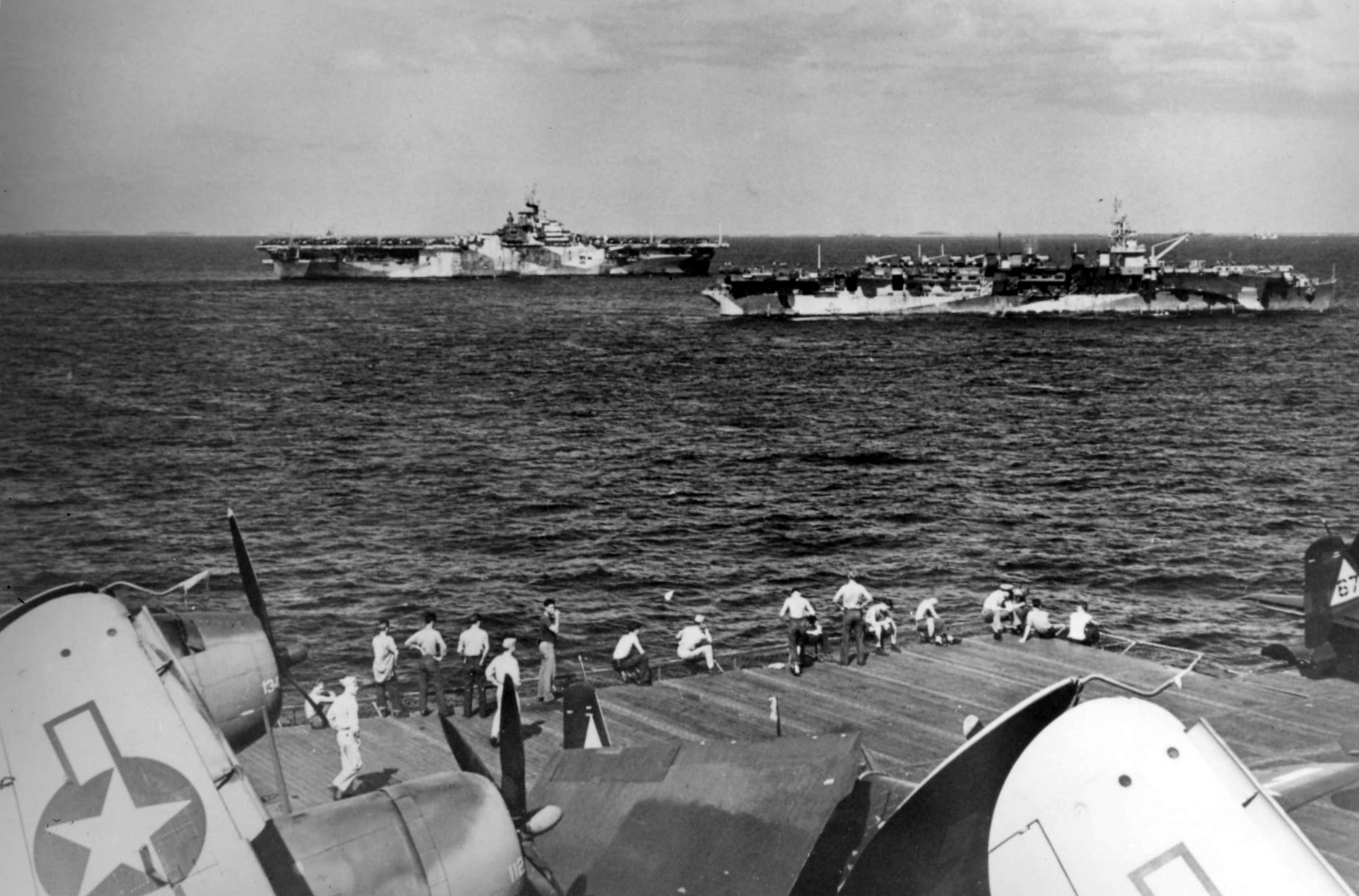
1945年1月26日的“大黄蜂号”航空母舰（左）和“独立号”轻型航空母舰

离开南海后，第三舰队1月21日再度袭击台湾机场和港口，高雄附近十艘商船沉没。日本飞机用两枚小炸弹击中“兰利号”轻型航空母舰，舰队航母“提康德罗加号”在两次神风突袭下严重受损。“马多克斯号”驱逐舰同样受到一次神风突袭，但受损程度很轻。此外，TBF复仇者式鱼雷轰炸机在麦凯恩的旗舰“汉考克号”航空母舰飞行甲板降落时炸弹从机上掉落并爆炸，航母遭受重创。“汉考克号”和“提康德罗加号”随后脱离舰队返回乌利西环礁维修。1月22日，第三舰队袭击琉球群岛，主要行动目标是拍摄冲绳岛照片，用于制订计划进军该岛，同时打击机场和航运。任务完成后，第三舰队于1月22日晚转向南下并返回乌利西环礁，1月25日抵达。哈尔西次日将指挥权移交第五舰队司令斯普鲁恩斯。
突袭南海非常成功，第三舰队1月10至20日在南海行进6100公里，其中没有重大人员伤亡或事故。尼米兹后来表示：“进入南海的行动计划精准、执行完美”，并称赞舰队的后勤保障计划，遗憾的只是没有找到并攻击日本主力舰艇。1995年，历史学家约翰·普拉多斯（John Prados）指出，“‘感恩行动’最显著战果就是法属印度支那近海摧毁的船队”。马克·帕里洛（Mark P. Parillo）1993年表达类似看法，称空袭摧毁的25艘油轮“确保日本无法长期抵抗”。
日本高层认为突袭南海是为入侵华南打基础，为此增兵五个步兵师團布防。1945年3月美国入侵硫磺岛，日本认为盟军不会再攻打香港到广州地区，上述五个师團中三个改为执行其他任务。
突袭南海一定程度上导致日本接管印度支那。大日本帝国陆军印度支那司令土桥勇逸中将认为盟军会在突袭后进军印度支那，但富兰克林·德拉诺·罗斯福总统已经决定美国不参与解放印度支那，军方也没有制订入侵当地的计划。为应对盟军入侵并对法国起义先发制人，日本政府1月26日授权印度支那军方在准备完成后全面控制殖民地。日军在3月9日行动，很快就击溃大部分法国驻军。日本随后安插保大帝统治越南帝国、柬埔寨王国和老挝王国三个傀儡政权。
1月16日空袭行动后不久，葡萄牙政府抗议美国海军侵犯澳门中立，美国政府于20日道歉。经过正式法庭调查，美国于1950年向葡萄牙赔偿2030万美元，为1月11日至25日所有有意或无意的袭击致歉，特别是1月16日澳门港的破坏。
1945年初，美国陆军航空军许多部队进驻菲律宾基地，盟军对南海日本航运的海空打击进一步升级。同年二月，菲律宾与荷属东印度解放区出动陆基巡逻机和中型轰炸机在海上行动。二月中旬“北号作战”（Operation Kita）期间，盟军潜艇和战机虽未阻止“伊势级”战列舰从新加坡逃往日本，但截至二月底，已经有大量日本商船在中型轰炸机打击下葬身大海。中型和重型轰炸机袭击南海各地的日占机场，空中和潜艇的频繁攻击迫使日本在1945年4月停止派船经过南海。

## 脚注
1. 1 2  Brown（2009年），第278页
2. 1 2 3 4  Royal Navy（1995年），第133页
3. ↑  Spector（1985年），第17–18页
4. 1 2  Spector（1985年），第29页
5. ↑  Dommen（2001年），第75页
6. ↑  Craven & Cate（1953年），第491–492页
7. ↑  Parillo（1993年），第89–90页
8. 1 2 3 4  Bailey（2017年），第113页
9. ↑  Dommen（2001年），第62–63页
10. ↑  Spector（1982年），第29页
11. ↑  Smith（2008年），第40页
12. ↑  Royal Navy（1995年），第123页
13. 1 2 3 4 5 6  Royal Navy（1995年），第134页
14. 1 2 3 4 5  Morison（2002年），第161页
15. ↑  Morison（2002年），第157页
16. ↑  Morison（2002年），第41–42页
17. ↑  Morison（2002年），第157–158页
18. ↑  Morison（2002年），第158页
19. ↑  Potter（1985年），第323, 327页
20. ↑  Craven & Cate（1953年），第404–405页
21. ↑  Royal Navy（1995年），第133–134页
22. ↑  Hornfischer（2016年），第102页
23. 1 2 3  Faulkner（2012年），第257页
24. ↑  Reynolds（1968年），第298页
25. ↑  Royal Navy（1995年），第138页
26. ↑  Morison（2002年），第318–319页
27. ↑  Royal Navy（1995年），第134, 265页
28. ↑  Morison（2002年），第158–159页
29. ↑  Morison（2002年），第159–160页
30. ↑  Smith（2008年），第43页
31. ↑  Japanese Research Division, Headquarters Far East Command（1980年），第21页
32. ↑  Axelrod & Kingston（2007年），第807页
33. ↑  Prados（1995年），第703页
34. ↑  Stille（2017年），第36页
35. ↑  Parillo（1993年），第21页
36. ↑  Morison（2002年），第166页
37. ↑  Royal Navy（1995年），第131–132页
38. ↑  Royal Navy（1995年），第132页
39. 1 2 3  Reynolds（1968年），第297页
40. ↑  Reynolds（1968年），第296页
41. ↑  Morison（2002年），第164–165页
42. 1 2 3  Morison（2002年），第165页
43. 1 2  Dommen（2001年），第63页
44. ↑  Morison（2002年），第165–166页
45. ↑  Morison（2002年），第166–167页
46. 1 2  Morison（2002年），第168页
47. ↑  Parillo（1993年），第71页
48. 1 2  Morison（2002年），第168–169页
49. ↑  Halsey & Bryan（1947年），第245页
50. ↑  Morison（2002年），第166, 168页
51. 1 2 3  Morison（2002年），第169页
52. 1 2 3  Parillo（1993年），第143页
53. ↑  Chapter VII.
54. ↑  Dommen（2001年），第69页
55. ↑  Morison（2002年），第169–170页
56. 1 2 3 4  Morison（2002年），第170页
57. ↑  Morison（2002年），第170–171页
58. 1 2 3 4 5 6  Morison（2002年），第171页
59. ↑  Chi Man & Yiu Lun（2014年），第224页
60. ↑  Chi Man & Yiu Lun（2014年），第227页
61. 1 2 3  Bailey（2017年），第112页
62. 1 2 3 4 5  Royal Navy（1995年），第136页
63. 1 2 3 4 5  Chi Man & Yiu Lun（2014年），第228页
64. ↑  Emerson（2008年），第118–119页
65. ↑  Liu 2018.
66. 1 2 3 4  Morison（2002年），第172页
67. ↑  Garrett（2010年），第96, 116页
68. ↑  Bailey（2007年），第33页
69. 1 2  Gunn（2016年），第166页
70. ↑  Bailey（2007年），第34页
71. ↑  Gunn（2016年），第169页
72. ↑  Heaver 2015.
73. ↑  Morison（2002年），第172–173页
74. ↑  Morison（2002年），第173页
75. ↑  Morison（2002年），第173–174页
76. ↑  Morison（2002年），第179页
77. ↑  Royal Navy（1995年），第137页
78. ↑  Morison（2002年），第182页
79. ↑  Morison（2002年），第182–183页
80. ↑  Morison（2002年），第174页
81. ↑  Prados（1995年），第702页
82. ↑  Chi Man & Yiu Lun（2014年），第229页
83. ↑  Dommen（2001年），第76页
84. ↑  Smith（2008年），第44–45页
85. ↑  Spector（1985年），第30页
86. ↑  Spector（1985年），第55页
87. ↑  Gunn（2016年），第168页
88. ↑  Garrett（2010年），第116页
89. ↑  Craven & Cate（1953年），第489页
90. ↑  Craven & Cate（1953年），第492–496页
91. ↑  Craven & Cate（1953年），第499–500页
92. ↑  Craven & Cate（1953年），第500页

## 扩展阅读
- Chief of Naval Operations Aerology Section. . Washington, D.C.: Naval History and Heritage Command. 1945-07  [2020-12-16]. OCLC 320222327. （原始内容存档于2020-11-12）.